# Военные специалисты Беларуси

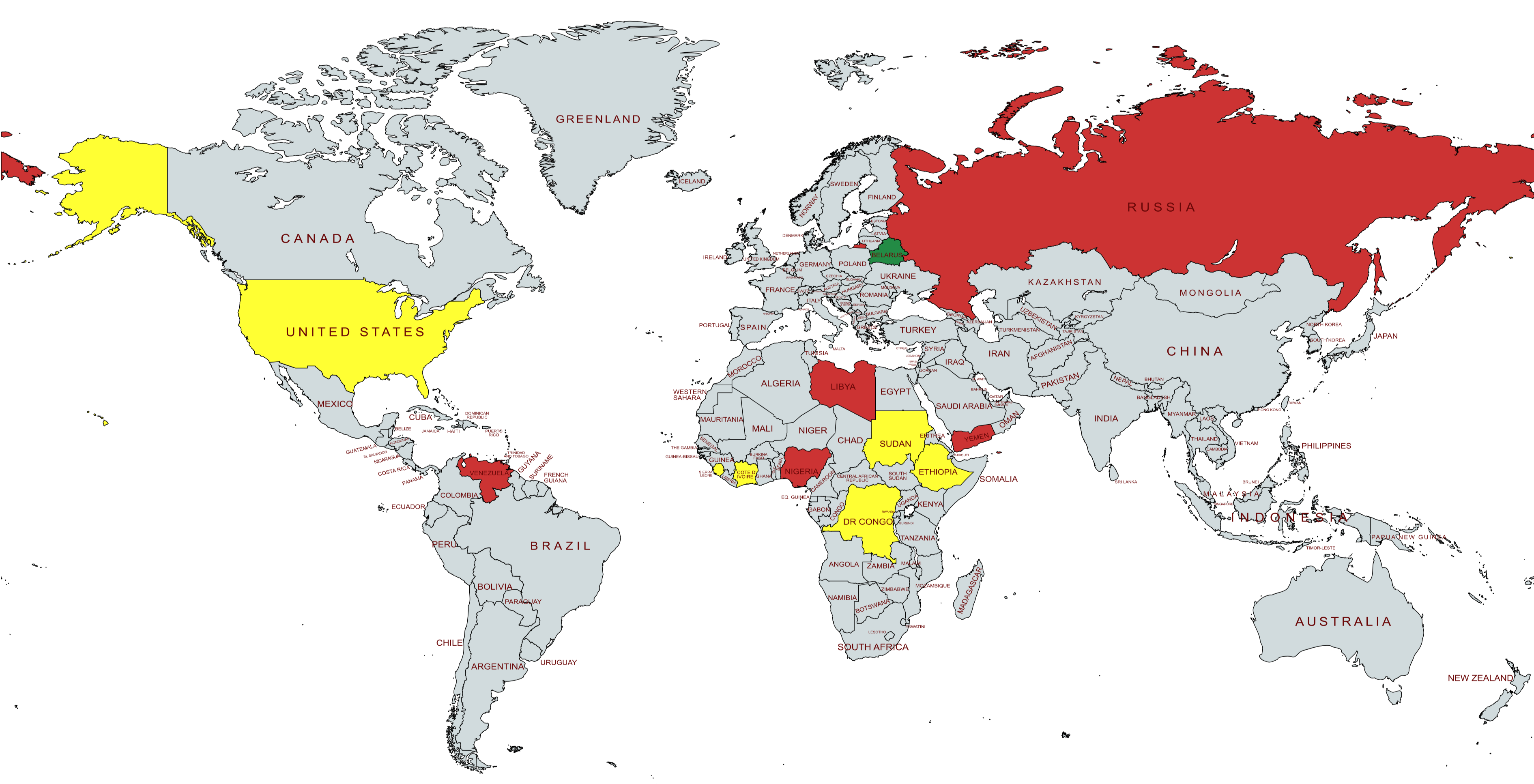
Карта использования услуг белорусских военных специалистов.
Беларусь
подтверждено властями
опровергается властями/нет официальных заявлений

Военные специалисты Беларуси (бел. Ваенныя спецыялісты Беларусі) — бывшие и действующие военнослужащие Вооружённых сил Республики Беларусь, представители военизированных организаций и работники предприятий военно-промышленного комплекса, оказывающие поддержку иностранным силовым структурам. Представлены как государственными военспецами и военными советниками, так и наёмниками.
В отдельных российских СМИ упоминались как белорусские «партизаны».

## История
После развала СССР независимая Беларусь получила контингент Белорусского военного округа. Советское наследие было слишком большим для страны, поэтому в 1990-е правительство провело сокращение вооружённых сил. Многие кадровики потеряли свои рабочие места, некоторые уходили сами из-за низких зарплат. Не все смогли приспособиться к работе на «гражданке», и часть уволенных пошла в наёмники.
Именно отставные военнослужащие понадобились для оказания военных услуг, составив основу иностранных контингентов, поскольку, как сказал на «Еврорадио» военный обозреватель Александр Алесин, официально государство старалось не отправлять действующие армейские кадры в другие государства, особенно в «горячие точки». Среди востребованных специальностей эксперт называл лётчиков, специалистов по техническому обслуживанию авиации и боевой техники, штабных офицеров и специалистов спецопераций — например, снайперы. 
Согласно информации газеты «Комсомольская правда», полученной из «осведомлённых источников», в Минске возникла некая организация, которая предоставляла работу для отставных военных, готовых применить свой опыт за рубежом. Фирма засекречена и не давала нигде никаких объявлений, самостоятельно разыскивая потенциальных работников. Деятельность конторы, как предполагало интернет-издание «Свободная Пресса», была под надзором спецслужб Белоруссии и России. 
О связях наёмников с государством отмечал автор проекта «WarGonzo» Семён Пегов. В 2020 году он указывал, что якобы бойцы спецназа «Альфа» КГБ и «Алмаз» МВД периодически ездят на подработки в Судан и Венесуэлу на охране китайских объектов. При этом официально на этот период бойцы находятся в отпуске. Пегов ссылался на источники в среде белорусских силовиков, разведслужб РФ и ЧВК «Вагнер». Подобная практика существует с дозволения руководства страны и в его же интересах. В частности, «WarGonzo» сообщал, что на фоне политического кризиса в Венесуэле в 2019 году в стране по просьбе китайских нефтяных компаний развернулись белорусские военные специалисты.
В отдельных случаях имела место официальная государственная поддержка со стороны действующих кадров ВС РБ и военных учёных, о чём упоминал президент Александр Лукашенко. Военная газета «Во славу Родины» писала о вовлечении к подобной деятельности даже работников предприятий ВПК. В одном из номеров 2012 года сообщалось: «в ходе беседы с испытателями выяснилось, что специалисты часто выезжают в загранкомандировки с целью технического обслуживания машин и демонстрации возможностей выпускаемых образцов продукции».
Как отмечал белорусский военный эксперт Егор Лебедок, наиважнейшим регионом для Белоруссии в сфере сбыта вооружения и оказания услуг подготовки военных кадров стала Африка. Военный обозреватель Константин Гагарин связывал это с отходом африканских правительств от военного сотрудничества с Западом и дороговизной закупаемых услуг и вооружений. Для стран континента оказались ценными  белорусские наработки в оборонке и опыт страны в строительстве компактной эффективной армии с собственной образовательной школой. В конце 2010-х и начале 2020-х всё больше конкуренцию в части обучения иностранных военнослужащих и организации боевых действий начали оказывать израильтяне, французы, российские ЧВК и представители других стран.

## По странам
Сьерра-Леоне
В 1995 году через компанию «Трансавиаэкспорт» в страну прибыло как минимум три белорусских вертолётчика, которые работали в правительственных ВВС в период гражданской войны 1991—2002 годов. В этот же период белорусские власти продали стране два Ми-24, отправив вместе с техникой экипажи.
 Эфиопия
Согласно газете «Собеседник», в ходе эфиопо-эритрейской войны 1998—2000 годов в составе группы Якима Янакова на стороне эфиопов действовали нанятые белорусские пилоты, а официальный Минск поставлял им военную технику.
 Кот-д’Ивуар
Во время гражданской войны 2002—2007 годов группа бывших кадровых лётчиков и техников Вооружённых сил Беларуси направлена в Кот-д’Ивуар для оказания помощи правительственной армии Лорана Гбагбо, предположительно под патронажем французских и белорусских властей. Белорусы занимались переподготовкой африканских пилотов, которые ранее летали на французских Dassault/Dornier Alpha Jet, для эксплуатации советских штурмовиков Су-25. Ивуарийцы совершили со своими иностранными инструкторами только три боевых вылета. В ходе последнего они случайно либо преднамеренно нанесли удар по французской базе в Буаке. Инцидент привёл к захвату французскими войсками аэродрома Ямусукро и выступлениям ополчения «Молодые патриоты» в Абиджане. После этого белорусы немедленно покинули страну.
3 февраля 2020 года, по данным Africa intellegence, в страну прибыли десять белорусских военнослужащих, чьей задачей стало проведение курса подготовки для жандармов. В мае того же года ещё четыре белорусских специалистов предоставлены для технического обслуживания машин и обучения ивуарийских техников.
 Судан
В июне 2006 года был подписан договор о военном сотрудничестве, обмене опытом и достижениями в военной области. На основании документа, белорусские инструкторы предоставили свои услуги в обучении суданских военнослужащих, обе стороны поделились друг с другом опытом, а учёные двух стран совместно разработали проекты в области военной науки.
По состоянию на февраль 2023 года государственная компания «Белспецвнештехника» (БСВТ) уже более двадцати лет управляла совместным предприятием с суданской армией. Её технические специалисты, базирующиеся в Хартуме, обслуживают весь парк суданских вертолётов и самолётов, что играет решающую роль в стране, где расстояния настолько велики, что силовые операции не могут выполняться наземным транспортом. Присутствие белорусских специалистов стало жизненно важным для суданского правительства. Изначально БСВТ хотела превратить свою базу в Судане в панафриканский центр технического обслуживания, но санкции США в отношении Хартума помешали этому проекту.
 Венесуэла
В Венесуэле в 2008—2013 годах размещался контингент военных специалистов, военных советников и учёных Республики Беларусь. Деятельность иностранцев была направлена на создание единой системы противовоздушной обороны и радиоэлектронной борьбы Национальных Вооружённых Сил Венесуэлы, а также подготовку необходимых для неё армейских кадров. По итогу их работы удалось добиться успешного обновления и систематизации обороны страны.
Попутно в городе Марьина Горка велась подготовка спецназа DISIP.
 /  Ливия
16 декабря 2009 года во время официального визита в Триполи белорусской военной делегации под руководством министра обороны Юрия Жадобина был заключён протокол о сотрудничестве в области обороны с Вооружёнными силами Ливии. Перенимать опыт на учения «Запад-2009» в Беларусь приезжал младший сын лидера страны Муаммара Каддафи, Хамис, командир элитного подразделения спецназа Ливии. В июне 2010 года ливийские военные приняли участие в учениях с белорусской 11-й отдельной механизированной бригадой из Слонима, которые проходили на Обуз-Лесновском полигоне под Барановичами.
6 апреля 2011 года издательство «Комсомольская правда» выпустило статью об участии в боевых действиях в Ливии на стороне правительства белорусских военных советников. Редакция писала, что военные занимались подготовкой ливийских силовиков, ремонтом и эксплуатацией военной техники. Сообщалось и об наёмниках с индивидуальными контрактами, и о действующих военнослужащих Вооружённых сил Белоруссии. Среди специалистов были бывшие бойцы 334-го отряда из состава 5-й отдельной бригады спецназначения. Некоторые из них предположительно проходили подготовку на российских базах спецназа и участвовали в войне в Афганистане. Как сообщалось, военнослужащие республики убедили ливийцев отдать предпочтение вооружённым пикапам вместо бронетехники, а также внести в тактику некоторые элементы партизанской войны, тем самым снизив эффективность авиаударов НАТО и увеличив мобильность войск. Благодаря их содействию, в конце марта—начале апреля войска Каддафи даже смогли перейти в контрнаступление.
Как заявил советник посольства Беларуси в Триполи Георгий Громыко, до гражданской войны и иностранной интервенции в стране находился контингент из 500 белорусских военных советников, инструкторов и специалистов, но с началом боевых действий часть из них эвакуировали. Однако по словам военного атташе Игоря Качугина, официально в страну военные не направлялись. Тем не менее он не исключил, что кто-то мог заключить индивидуальные контракты с ливийскими силовыми структурами. Редакция «Комсомольской правды» связалась с Михаилом, одним из таких наёмников. Он сообщил, что его зарплата в Ливии составляет 3000 долларов. По информации собеседника, в стране при вооружённых силах находятся несколько сотен белорусов.
1 марта 2025 года в одном из Facebook-аккаунтов, связанных с Ливийской национальной армией (ЛНА) фельдмаршала Халифа Хафтара, был опубликован фотоотчёт выпуска подразделения ливийского спецназа, проходившего курс углубленной подготовки в Беларуси. В церемонии принял участие сын фельдмаршала генерал-лейтенант Саддам Хафтар. Группа составляла не менее 100 бойцов спецназа 36-го батальона «Саика».
 Йемен
В 2010 году Йемен приобрёл у Беларуси 66 танков Т-80БВ. Эти машины неоднократно использовались в боевых действиях. Известно, что как минимум двое белорусов в 2013 году направлены по государственной линии для поддержки йеменских силовиков. По официальному заявлению белорусской стороны, они работали при охране президента, однако, по мнению военного аналитика Александра Алесина, главной задачей являлось помощь в техническом обслуживании новых танков.
 Нигерия
В начала 2010-х белорусская компания «Белспецвнештехника» взяла на себя обязательства по обслуживанию ударных вертолётов Ми-35 ВВС Нигерии. Белорусы отвечают за вертолёты 97-й группы спецназа в Порт-Харкорте. Также на обучение в Беларусь прибыла группа пилотов и инженеров.
В сентябре 2014 года Национальная ассамблея Нигерии одобрила выделение одного миллиарда долларов на борьбу с повстанцами «Боко харам» на севере страны. Эти средства пошли на оплату обучения и материальных средств России, Чехии и Беларуси, чьи специалисты занимались подготовкой нигерийских военнослужащих.
Вскоре спецподразделения армии Нигерии прибыли на территорию Беларуси. Согласно информации, опубликованной на официальном сайте ЦСП БФСО «Динамо», курсы предназначался для подготовки африканских военнослужащих к борьбе с боевиками в дельте Нигера. Обучение проходило на базе 5-й бригады спецназа. Некоторое содействие оказали сотрудники МЧС Республики Беларусь. Согласно информации журналистского портала Sahara Reporters, к декабрю 2015 года в российских и белорусских военных лагерях было обучено порядка 700 нигерийских снайперов.
10 декабря 2020 года в Абудже состоялась встреча министра обороны Нигерии генерал-майора Башира Магаши с белорусской делегацией во главе с полковником Андреем Красовским. В переговорах участвовали также сотрудники «БСВТ-Новые технологии». Обсуждалась возможность повышения квалификации сотрудников спецназа. Нигерийская сторона была заинтересована в приобретении навыков сбора разведывательной информации и обучении борьбе с терроризмом. Заключённые договорённости стали дополнениями и расширением к уже имеющимся программам по контртеррористической подготовке.
 США
Как сообщило в сентябре 2015 года Управление ООН по вопросам разоружения, в 2014 году Беларусью через Болгарию американским властям продано 610 ракет для противотанковой системы «Фагот» и восемь противотанковых комплексов «Метис», которые затем направлены сирийской оппозиции. Согласно Dilova Stolytsya, американские инструкторы ездили в Белоруссию для обучения обращению с вооружением.
 ДР Конго
Барановичский 558-й авиационный ремонтный завод имеет контракт в Демократической Республике Конго на техническое обслуживание вертолётов и самолётов. 
В 2015—2019 годах в стране находились белорусские инструкторы, преимущественно пилоты, которые обучали конголезских военнослужащих. Известно, что они присутствовали в зоне боевых действий в провинции Северное Киву и базировались на аэродроме близ города Гома, где оказывали помощь в борьбе с повстанцами. Как сообщили в программе Новости «24 часа» на СТВ, белорусы действовали как частные лица.
 Россия
В марте 2023 года Минобороны страны опубликовало кадры с подготовки белорусскими инструкторами российских военных. Военнослужащие РФ совершенствовали свою стрельбу из автоматов, практиковались в вождении бронетехники, изучали тактическую медицину, прошли инженерную подготовку и психологическую полосу препятствий. Еврорадио сообщило, что обучение якобы проводилось для дальнейшего участия в боевых действиях в Украине. Согласно британской разведке, на тот момент подготовку в Белоруссии проходили 1000 бойцов ВС РФ.
В апреле начальник главного управления боевой подготовки генерал-майор Александр Бас заявил БЕЛТА, что около 500 белорусских инструкторов готовят военных региональной группировки войск. Как он отметил, обучение проводится на основании анализа форм и способов применения войск во время конфликта в Украине.
Для подготовки бойцов, в том числе мобилизированных, были созданы палаточные лагеря на полигонах «Лепельский» под Лепелем, «Репища» под Осиповичами и «Обуз-Лесновский» под Барановичами. Обучение проводилось с октября 2022 года по 3 июля 2023 года, после чего объекты свернули. Всего подготовку в Белоруссии прошло до нескольки тысяч мобилизированных.

## Известные специалисты
- Лихоткин, Олег Петрович — белорусский лётчик. В 2001 году уехал в Демократическую Республику Конго на службу военным инструктором. УВД Брестского облисполкома объявлен пропавшим без вести[43]. В других источниках заявлялось о его гибели в ходе авиакатастрофы 2006 года[44] либо пленении[45].
- Сушкин, Юрий Леонидович — отставной полковник ВВС Белоруссии, участник Афганской и Первой Ивуарийской войн[46]. Приобрёл широкую известность после убийства девяти французских военнослужащих в Кот-д’Ивуаре, за что парижским судом был заочно приговорен к пожизненному заключению[47].
- Паферов, Олег Сергеевич — генерал-лейтенант, в период с 2008[48] по 2013[49] был руководителем группы белорусских военных советников при Вооружённых силах Венесуэлы.
- Качура, Вячеслав Михайлович — отставной майор ГРУ, бывший начальник штаба 334-го отдельного отряда специального назначения, участник Афганской войны и гражданской войны в Ливии. С 2011 по 2018 годы находился в плену у боевиков. Последний гражданин Республики Беларусь, освобождённый из ливийского плена[50].
- Мазинский, Анатолий Евгеньевич — сотрудник 140-го ремонтного завода, младший брат театрального режиссёра Валерия Мазинского. Погиб в 2013 году в Йемене[8].